# Hypolimnas bolina

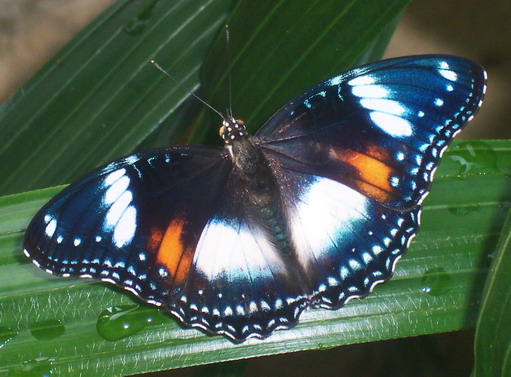
Weiblicher Falter

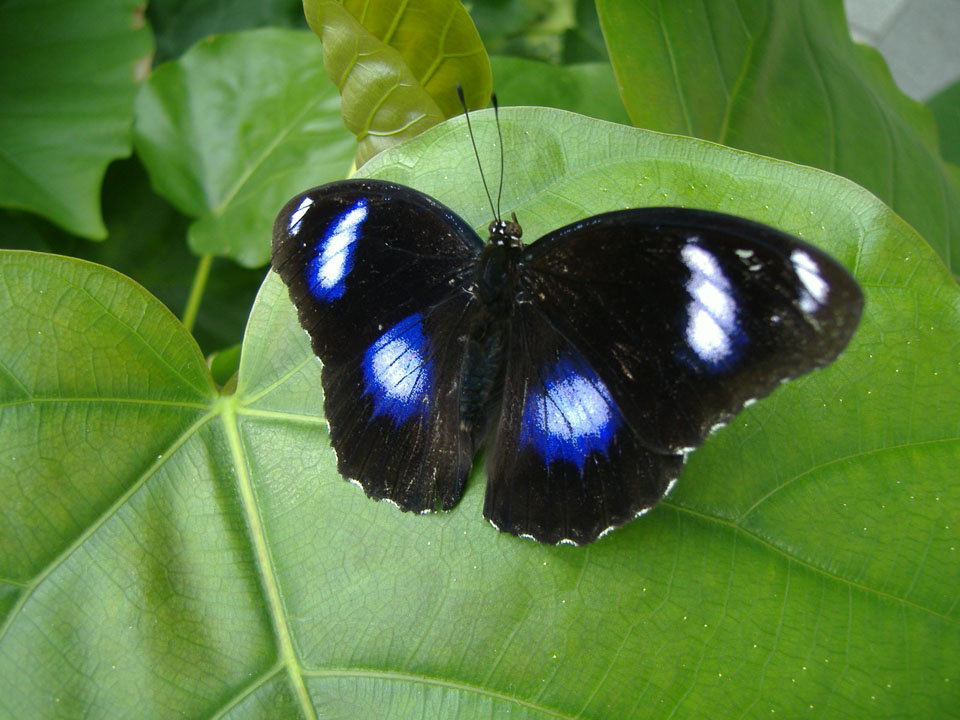
Männlicher Falter

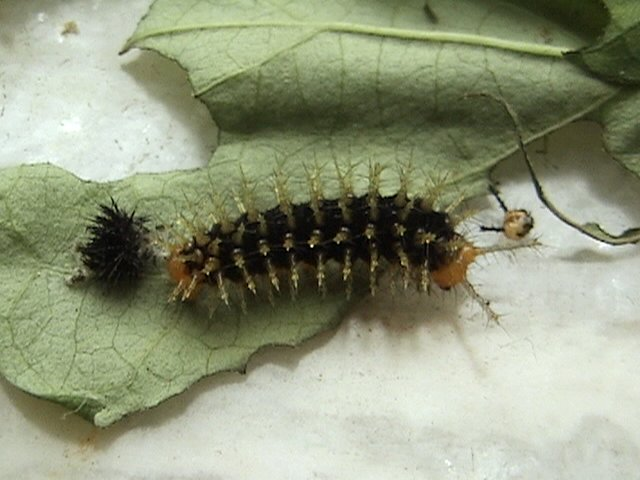
Raupe kurz nach der Häutung

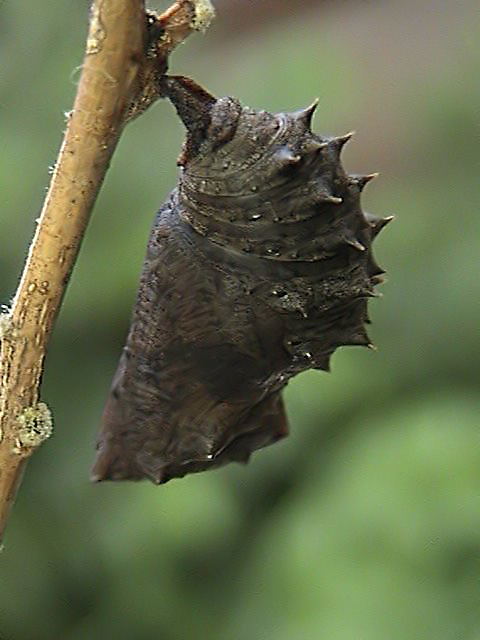
Puppe

Die Hypolimnas bolina, gelegentlich analog zur englischen Bezeichnung Common Eggfly als Große oder Gewöhnliche Eierfliege bezeichnet, ist ein tropischer Schmetterling (Tagfalter) aus der Familie der Edelfalter (Nymphalidae).

## Merkmale
Die Falter erreichen eine Flügelspannweite von 65 bis 95 Millimetern. Die beiden Geschlechter sind sehr unterschiedlich gefärbt (Sexualdichroismus). Die Oberseiten der Vorderflügel haben bei den Weibchen eine schwarze Grundfarbe. Sie tragen in den Flügelspitzen vier bis fünf kleine, eng aneinanderliegende weiße Flecken. Weiter innen liegend kann man eine weiße Binde erkennen, die vom Flügelvorderrand schräg an den Außenrand führt. Diese Binde wird ähnlich wie die weißen Flecken an der Flügelspitze durch die schwarzen Flügeladern unterbrochen. Parallel zu dieser Binde verläuft vom Flügelinnenrand bis etwa zur Flügelmitte ein langgestreckter, oranger Fleck, dessen Rand diffus mit dem Schwarz verläuft. Entlang des Flügelaußenrandes verlaufen zwei Reihen mit feinen, paarweise angeordneten weißen Flecken. Darüber hinaus finden sich weitere, feine weiße Flecken parallel zum Außenrand verlaufend. Die Hinterflügel, deren Rand leicht gewellt ist, haben ebenfalls eine schwarze Grundfärbung. In der Mitte ist ein heller, leicht gelblicher Fleck erkennbar, der zum Außenrand hin bräunlich oder bläulich gefärbt ist.
Die Männchen haben auf den Flügeloberseiten ebenfalls eine schwarze Grundfärbung. Auf den Vorderflügeln ist nahe der Flügelspitze ein weißer Fleck und weiter innen ein weiterer, größerer und langgestreckter, weißer Fleck erkennbar. Dieser ist mehr oder weniger stark mit blau schimmernden Schuppen umgeben. In der Mitte der Hinterflügel weisen die Männchen je einen weiteren, großen und runden weißen Fleck auf, der deutlich von blauen Schuppen umgeben ist. Das Blau kann hier dominieren, sodass nur sehr wenig von der weißen Färbung erkennbar ist.
Die Flügelunterseiten beider Geschlechter sind gleich gefärbt und ähneln der Färbung der weiblichen Flügeloberseiten. Die Grundfärbung ist braun statt schwarz. Auf den Vorderflügeln finden sich die weißen Flecken der Oberseite wieder, nur jene am Flügelaußenrand und die parallel dazu weiter innen liegenden sind stärker ausgeprägt. Hinzu kommen weiße Flecken entlang des Flügelvorderrandes vom Ansatz bis etwa zur Mitte hin. Der orange Fleck ist bräunlich verfärbt und verläuft noch diffuser entlang der ganzen Länge des Innenrandes. Die Hinterflügel weisen eine dominante gelblich bis weiße Binde auf, die von der Mitte des Flügelvorderrandes etwa zur Mitte des Innenrandes verläuft. Auch sie wird durch die braune Aderung unterbrochen. Am Außenrand verlaufen drei unterschiedlich geformte weiße Fleckreihen. Direkt am Rand sind sie sichelförmig an den gewellten Rand angepasst, weiter innen liegen breite Bogenflecken und schließlich innen eine Reihe von runden, kleinen Punkten.
Der Körper der Falter ist auf der Oberseite schwarz, auf der Unterseite braun gefärbt.

## Merkmale der Raupen
Die Raupen sind schwarz gefärbt, ihr Kopf und das letzte Segment sind orange. Am Kopf tragen sie zwei fühlerähnliche Fortsätze, die schwarz gefärbt sind. Der Körper ist mit zahlreichen, langen und verästelten schwarz-orangen Dornen besetzt. Diese sind nach dem Häuten noch durchsichtig und hell. Bei älteren Raupen sind die Tracheen schmutzig-orange umrandet.

### Ähnliche Arten
- Hypolimnas dexithea
- Hypolimnas misippus

### Unterarten
Die Art Hypolimnas bolina wird in acht Unterarten unterteilt:
- Hypolimnas bolina bolina
- Hypolimnas bolina nerina
- Hypolimnas bolina montrouzieri
- Hypolimnas bolina pulchra
- Hypolimnas bolina pallescens
- Hypolimnas bolina lisianassa
- Hypolimnas bolina jacintha
- Hypolimnas bolina kezia

## Vorkommen
Das Verbreitungsgebiet der Tiere erstreckt sich über Australasien und die Indomalayis (Indien und Südostasien), sie kommen aber auch in den östlichen Bereichen der Afrotropis, wie z. B. im Jemen, dem Oman und in Madagaskar vor. Sie sind häufig und leben in Laubwäldern und stark verbuschtem, feuchtem Gelände. Man findet sie aber auch in Parks und Gärten.

## Lebensweise

### Nahrung der Raupen
Die Raupen ernähren sich von einer Vielzahl verschiedener Gewächse aus den Familien der Akanthusgewächse (Acanthaceae), Windengewächse (Convolvulaceae), Malvengewächse (Malvaceae) und Brennnesselgewächse (Urticaceae).

## Entwicklung
Die Weibchen legen die Eier meist einzeln, manchmal auch in Gruppen von bis zu fünfen auf der Blattunterseite ihrer Futterpflanzen ab. Zuvor wird kontrolliert, ob die Pflanze frei von Ameisen ist, die die Eier fressen könnten. Auch nach der Eiablage bewachen die Falter das Gelege. Die Eier sind blass grün und leicht durchsichtig und haben an den Seiten Längsrillen. Nach ca. vier Tagen schlüpfen die Raupen, die von Anfang an solitär leben. Die Verpuppung findet in Stürzpuppen statt. Diese sind graubraun gefärbt und weisen spitze Fortsätze auf.
Ausschließlich männliche Raupen können durch Wolbachia-Bakterien befallen werden und sterben dadurch. Allerdings haben Wissenschaftler an zwei Inselpopulationen beobachtet, dass die Große Eierfliege innerhalb weniger Jahre einen Schutzmechanismus gegen die Bakterien entwickelt hat. Sie vermuten, dass ein neu entwickeltes Gen die Bakterienbildung hemmt, wodurch der Anteil männlicher erwachsener Schmetterlinge dort von nur 1 % im Jahr 2001 auf 40 % im Jahr 2006 anstieg. Dieses wäre eine der schnellsten evolutionären Entwicklungen, die je beobachtet wurden.